# Joseph Kibwetere
Joseph Kibwetere, né en 1932 dans le village de Kabumba, dans le district de Ntungamo, en Ouganda, fut l'un des dirigeants d'une secte millénariste dissidente de l'Église catholique romaine, le « Mouvement pour la restauration des dix commandements de Dieu ». Il serait mort le 17 mars 2000 dans l'incendie de l'église de la secte à Kanungu (en) en compagnie de plusieurs centaines de fidèles.

## Biographie
Selon la presse et la Commission des droits de l'homme ougandaise, Kibwetere était issu d'un milieu catholique pratiquant. Il s'était marié en 1960 avec Theresa, une institutrice, et était le père de 16 enfants, dont 3 hors mariage. Il travailla longtemps, au sein de l'école catholique du diocèse du district de Mbarara. Il créa une école catholique, la Nyakazinga Secoundary School. Dans les années 1970, il fut membre de la commission foncière en Ouganda (Uganda Land Commission). Il fut également une fois président de la Commission du service public (Public Service Commission) dans le gouvernement du royaume d'Ankole. Dans les années 1960 et en 1980, il s'aventura en politique comme membre du Parti démocratique et animateur de campagne pour plusieurs hommes politiques locaux. Il avait un commerce de bière à Kabale et un moulin pour maïs.
Selon la presse et l'enseignement diffusé par la secte, Kibwetere, qui avait été témoin d'une apparition de la Vierge Marie en 1984, aurait été bouleversé par sa rencontre avec Credonia Mwerinde venue lui transmettre un message de la part de la Vierge Marie. Il aurait décidé de laisser Mwindere s'installer chez lui et, ensemble, en 1989, ils auraient créé le Mouvement pour la restauration des dix commandements de Dieu, afin de diffuser les dix commandements à travers tout l'Ouganda.
Le rapport de la Commission des droits de l'homme ougandaise publié en 2002 a proposé une version sensiblement différente des circonstances de la création du mouvement : en 1988, Mwerinde, peut-être sous l'influence de réfugiés rwandais Tutsi originaires de Kibeho où se serait produite une apparition mariale, aurait rejoint un mouvement fondé par Blandina Buzigye, une femme prétendant avoir vu la Vierge Marie à Nyabugoto Rock, dans le district de Rukungiri. Blandina Buzigye affirmait avoir été informée par la Vierge Marie de l'imminence de l'Apocalypse et avoir reçu pour mission de créer un Mouvement pour la Restauration des dix commandements afin que les hommes pieux puissent être sauvés. C'est au sein de ce mouvement que Credonia Mwerinde se serait affirmée comme leader en recrutant des membres importants de la secte comme Joseph Mwerinde, Paul Ikazire et Dominic Kataribabo. Elle aurait, par la suite, renforcé son ascendant sur le mouvement en mettant à la disposition du groupe un terrain fourni par son père à Kateete dans le district de Kanungu.
Joseph Kibwetere fut ordonné évêque du mouvement pour la restauration des dix commandements de Dieu en 1991 sous le nom de "Bishop wa Nyina Itwe Bikira Maria" (Évêque de la Vierge Marie). En 1992, cependant, alors que le mouvement comptait déjà plus de 200 adeptes qui se réunissaient sur la propriété de Kibwetere, sa femme et ses enfants exaspérés décidèrent de chasser la secte de chez eux.  Kibwetere préféra partir avec le mouvement à Kanungu et divorça de sa femme. Ses derniers contacts avec sa famille remontent à 1995, à l'occasion de l'enterrement de l'un de ses fils. Plusieurs anciens membres de la secte ont affirmé que Kibwetere avait une liaison avec Credonia Mwerinde. On a prétendu qu'il avait été assassiné par Mwerinde dès 1999 mais cette version est contredite par d'autres témoins. Selon la BBC, Kibwetere aurait, en revanche, été soigné pour un trouble bipolaire dans un hôpital de Kampala, en 1999.
Comme le montre son manuel de référence A Timely Message from Heaven: The End of the Present Time, le Mouvement était obsédé par la question de l'Apocalypse. Pour ses adeptes, la planète Terre allait être détruite au tournant de l'an 2000 si les hommes ne respectaient pas les dix commandements. À la fin des années 1990, la direction du mouvement annonça que la fin du monde était imminente et qu'elle aurait lieu, le 1er janvier 2000. Comme celle-ci ne se produisit pas à la date prévue et que la secte commença à se diviser, une nouvelle date fut arrêtée pour le 17 mars 2000. Ce jour-là, un incendie se déclencha dans l'église du mouvement à Kanungu et plusieurs centaines de fidèles y trouvèrent la mort.
Le rôle de Kibwetere dans le groupe et dans cette tragédie n'est pas connu avec certitude. Certains ont affirmé qu'il était le leader du groupe et qu'il aurait planifié le massacre. Ce serait lui qui aurait fixé une nouvelle date pour la fin du monde (le 31 décembre 2000) et annoncé que la Vierge Marie apparaîtrait le 17 mars 2000 pour emmener les fidèles au Paradis. Kibwetere était en contact régulier avec William Kamm, le gourou d'une secte millénariste australienne, The Marian Workers of Atonement (les Serviteurs de la Rédemption), condamné en 2007 à 15 ans de prison pour agression sexuelle.
Un journaliste a rapporté que Kibwetere avait écrit quelques jours avant le drame une lettre à sa femme lui demandant de continuer le culte car les fidèles allaient mourir. (Selon une autre version, sa famille aurait simplement reçu un paquet contenant différents documents de la secte et un livre des dix commandements). Le 17 mars Kibwetere aurait, lui-même, amené les fidèles jusque dans l'église avant que n'éclate l'incendie.
Pour d'autres observateurs, en revanche, parmi lesquels la commission des droits de l'homme ougandaise, Kibwetere aurait plutôt été manipulé par Mwerinde, la véritable prêtresse du mouvement. Cette dernière aurait profité de sa propriété et de son argent pour créer le mouvement puis elle l'aurait utilisé pour représenter le mouvement à l'extérieur en raison de son statut de notable et de son expérience au sein de l'Église catholique et de l'administration locale. Kibwetere intervenait ainsi une demi-heure chaque jour sur Radio Toro, l'une des plus importantes stations de radio ougandaise, pour annoncer la fin du monde et inviter les auditeurs à rejoindre la secte. Kibwetere paraissait à ce point respectable qu'il put ainsi recruter pour le compte de la secte des enfants à la sortie des écoles sans être inquiété. Malgré cela, Kibwetere a, selon plusieurs témoignages, directement participé à des actes de violences perpétrés à l'égard des fidèles considérés comme contestataires .
Bien que Kibwetere soit probablement mort dans l'incendie, certains ont affirmé qu'il avait réussi à s'enfuir à temps avec Mwerinde. En avril 2000, les autorités ougandaises ont délivré à son encontre un mandat d'arrêt international. La police ougandaise n'a toutefois pas pu mettre la main sur lui et il est probable qu'il soit mort dans l'incendie de l'église le 17 mars 2000.